# 中国人民解放军陆军合成第六十九旅
合成第六十九旅（英語：69th Combined Arms Brigade），又称“猛虎劲旅”，是中国人民解放军陆军第八十集团军下辖的一个重型合成旅，驻地山东省潍坊市。

## 历史概述
该旅最早编制可追溯至1934年后留在南方坚持游击战争的中国工农红军游击队，第二次国共合作开始后，改编为新四军第二支队第四团（老四团）。随后整编为华中野战军部队、第二十三军第六十九师。
2013年，步兵第六十九师拆分出一部组建特种作战第六十七旅，余部改编为机械化步兵第六十九旅。2017年整编为重型合成旅，为现有编制。

## 沿革[3]
参考资料：
| 部隊番號                 | 使用時期              |
| ------------------------ | --------------------- |
| 新四军第三纵队           | 1940年7月-1941年1月   |
| 新四军第三旅             | 1941年1月-1945年1月   |
| 新四军第三纵队           | 1945年1月-1945年11月  |
| 华中野战军第八纵队       | 1945年11月-1946年5月  |
| 华中野战军第一师         | 1946年5月-1947年2月   |
| 华东野战军第十二师       | 1947年2月-1949年2月   |
| 中国人民解放军第六十九师 | 1949年2月-1985年10月  |
| 陆军第六十九师           | 1960年1月-1985年10月  |
| 步兵第六十九师           | 1985年10月-2013年11月 |
| 机械化步兵第六十九旅     | 2013年11月-2017年4月  |
| 合成第六十九旅           | 2017年4月至今         |

## 荣誉
- 红军团：前步兵第六十九师第二〇五团[4][5]
- 渡江突击先锋团：前步兵第六十九师第二〇七团
- 军事训练一级连：武装侦察连